# Primorje

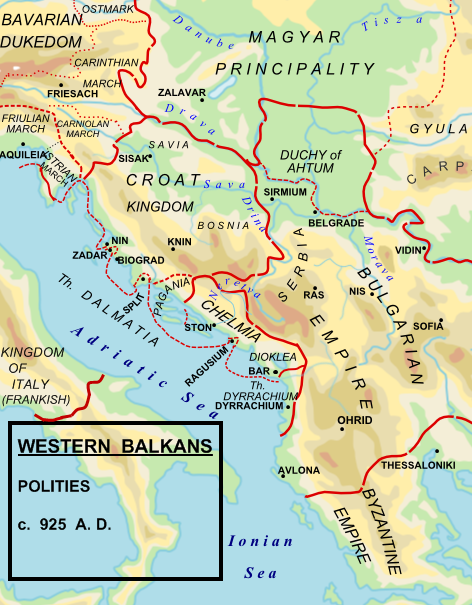
plemiona serbskie w VII-IX wieku

Primorje (Przymorze) – kraina historyczna w zachodniej części półwyspu Bałkańskiego. Nazwa utworzona na określenie Serbów żyjących w nadmorskiej Dalmacji południowej w odróżnieniu od Serbów zagorskich, zamieszkujących tereny na północ od gór Dynarskich (Zagorje). Pas wybrzeża określany jako Primorje obejmował teren od rzeki Cetiny na zachodzie po rzekę Drinę na południowym wschodzie. Obszar Primorja zamieszkiwały plemiona Narentan Zahumlan, Trebinian, Konawlan i Duklan. Od ich nazw dokonano następnie podziału Primorja na Paganię, Zahumle (od poł. XV wieku Hercegowinę), Trebinje, Konawli (niewielki obszar nadmorski na południe od Dubrownika) i leżącą najbardziej na południu Duklę (od XV wieku Czarnogóra).